# Kiss of Death (альбом Motörhead)
Kiss of Death (с англ. — «Поцелуй смерти») — восемнадцатый студийный альбом британской рок-группы Motörhead, выпущенный 29 августа 2006 года на немецком лейбле SPV GmbH.

## Об альбоме
Как и предыдущий (Inferno), данный альбом был спродюсирован Камероном Веббом, с которым группа сотрудничала до самого распада. Композиция «Kingdom of the Worm» была издана синглом.
Существуют две версии альбома, которые отличаются только бонус-треками. В версии альбома изданной лейблом Sanctuary в качестве бонус-трека присутствует композиция «R.A.M.O.N.E.S.», которая ранее выходила на альбоме 1916 и была перезаписана с Микки Ди на ударных (на момент издания альбомной версии он ещё не входил в состав группы). Ограниченное издание альбома, изданное на лейбле SPV GmbH, в качестве бонус-трека содержит композицию «Whiplash», кавер-версию песни с первого альбома группы Metallica
Диск стал первым, с 1992 года, изданием группы, попавшим в британский хит-парад UK Albums Chart, заняв там 45-ю позицию. Также альбом занял четвёртое место в немецком чарте Media Control, что является наивысшим достижением Motörhead в немецких хит-парадах.

## Список композиций
Авторами всех песен являются Лемми, Микки Ди и Фил Кэмпбелл, кроме отмеченных
| №   | Название                     | Автор(ы)                                    | Длительность |
| --- | ---------------------------- | ------------------------------------------- | ------------ |
| 1.  | «Sucker»                     |                                             | 2:59         |
| 2.  | «One Night Stand»            |                                             | 3:05         |
| 3.  | «Devil I Know»               |                                             | 3:00         |
| 4.  | «Trigger»                    |                                             | 3:53         |
| 5.  | «Under the Gun»              |                                             | 4:44         |
| 6.  | «God Was Never on Your Side» |                                             | 4:20         |
| 7.  | «Living in the Past»         |                                             | 3:45         |
| 8.  | «Christine»                  |                                             | 3:42         |
| 9.  | «Sword of Glory»             |                                             | 3:57         |
| 10. | «Be My Baby»                 |                                             | 3:40         |
| 11. | «Kingdom of the Worm»        |                                             | 4:08         |
| 12. | «Going Down»                 | Лемми, Микки Ди, Фил Кэмбелл, Тодд Кэмпбелл | 3:35         |

| №   | Название                                              | Автор(ы)                                | Длительность |
| --- | ----------------------------------------------------- | --------------------------------------- | ------------ |
| 13. | «R.A.M.O.N.E.S.» (Перезаписана с Микки Ди на ударных) | Лемми, Фил Кэмпбелл, Würzel, Фил Тейлор | 1:22         |

| №   | Название   | Автор(ы)                    | Длительность |
| --- | ---------- | --------------------------- | ------------ |
| 13. | «Whiplash» | Джеймс Хетфилд, Ларс Ульрих | 3:49         |

- Ограниченное издание альбома выпускалось в упаковке формата Digipak и, помимо прочего, содержало постер группы

## Участники записи

### Motörhead
- Иэн Фрэйзер «Лемми» Килмистер — бас-гитара, вокал
- Фил Кэмпбелл — соло-гитара
- Микки Ди — ударные

### А также
- Си Си ДеВиль — гитарное соло в «God Was Never on Your Side»
- Майк Айнез — дополнительная бас-гитара в «Under the Gun»
- Золтан Теглас — дополнительный вокал в «God Was Never on Your Side»

## Позиции в чартах
| Год  | Чарт                        | Позиция |
| ---- | --------------------------- | ------- |
| 2006 | Top Heatseekers             | 10      |
| 2006 | Top Independent             | 20      |
| 2006 | UK Albums Chart             | 45      |
| 2006 | German Albums Chart         | 4       |
| 2006 | Sverigetopplistan           | 13      |
| 2006 | Swiss Albums Chart          | 26      |
| 2006 | Austrian Albums Chart       | 20      |
| 2006 | Suomen virallinen lista     | 16      |
| 2006 | French Albums Chart         | 37      |
| 2006 | Ultratop Wallonia 50 albums | 82      |
| 2006 | Mega Album Top 100          | 64      |
| 2006 | VG-lista                    | 9       |